# Yoshiyuki Abe
Yoshiyuki Abe (Japans: 阿部良之, Abe Yoshiyuki) (Osaka, 15 augustus 1969) is een voormalig Japans wielrenner. Hij reed van 1996-1997, in 2001 en van 2004-2011 als professional. Hij reed van 2006 tot 2008 voor het Nederlandse Skil-Shimano team.

## Belangrijkste resultaten
Wielerploegen van Yoshiyuki Abe
Abe ·
Baronti ·
Belli ·
Bramati ·
Camenzind ·
Conti ·
Dolci ·
Faresin ·
Fois ·
Galletti ·
Missaglia ·
Panzeri ·
Previtali ·
Serpellini · 
Spruch ·
Svorada ·  
Tonkov
Abe · Ballerini · Bomans · Bramati · Bugno · Camenzind · Di Grande · Faresin · Fois · Jaskuła · Lanfranchi · Leysen · Mattan · Missaglia · Museeuw  · Nardello · Peeters · Pianegonda · Spruch · Steels · Svorada · Tafi · Tonkov · Vandenbroucke · Zanini · Algeri (stagiair) 
Abe ·
Bos ·
ten Dam ·
Doi ·
Hirose ·
Kano ·
van Katwijk ·
Kemna ·
Nodera ·
Ouchi ·
Reinerink ·
Schumacher ·
Shinagawa ·
Smink ·
Tsuji ·
van der Wal ·
Yamamoto
Abe ·
Doi ·
Fang ·
Goesinnen ·
Hirose ·
van Hummel ·
Jin ·
Kano ·
Langeveld ·
Martens ·
Meschenmoser ·
Nodera ·
Ouchi ·
Reinerink ·
Rooijakkers ·
Shinagawa ·
Tjallingii ·
Tsuji ·
Vierhouten · 
Wallaard ·
Weissinger · 
Yamamoto · 

Deroo (stagiair) 
Abe ·
Bacquet ·
den Bakker ·
Deroo ·
Doi ·
Fang ·
Goesinnen ·
Hirose ·
van Hummel ·
Ji · 
Jin ·
Kano ·
Lhotellerie ·
Martens ·
Meschenmoser ·
Müller · 
Nodera ·
Ouchi ·
Rooijakkers ·
Shinagawa ·
Timmer ·
Tjallingii ·
Tsuji ·
Vierhouten · 
Yamamoto · 
Hupond (stagiair) 
Abe ·
Bacquet ·
den Bakker ·
Beppu ·
Curvers ·
Deroo ·
Doi ·
Goesinnen ·
Hatanaka ·
Hirose ·
Houanard ·
van Hummel ·
Hupond ·
Iino ·
Ji · 
Jin ·
Kano ·
Lhotellerie ·
Nodera ·
Rooijakkers ·
Siedler ·
Suzuki ·
Timmer ·
Veelers · 
Wagner ·
Chaigneau (stagiair) · 
De Backer (stagiair) 